# Bibliothèque centrale d'Halifax
La bibliothèque centrale d'Halifax est une bibliothèque municipale situé à Halifax au Canada. La bibliothèque a un coût de 57,7 millions de dollars. Ses fonds proviennent pour 18,3 millions de dollars canadiens du gouvernement du Canada, pour 13 millions de dollars du gouvernement de la Nouvelle-Écosse, le restant provenant de la municipalité d'Halifax, et de dons. À la suite d'une campagne de levées de fonds, ces dons se sont élevés à plus de 6,4 millions de dollars.
La bibliothèque a été conçue par la firme d’architecture danoise Schmidt Hammer Lassen en collaboration avec la firme Fowler Bauld & Mitchell basée à Halifax. Le design du bâtiment évoque une pile de livres. Il est constitué de cubes de verre empilés et placés à différents angles pour pointer vers des éléments significatifs de la ville, notamment le dernier étage qui pointe vers la citadelle d’Halifax au nord et le port d’Halifax au sud. Le design de la bibliothèque fut récipiendaire de la médaille du Gouverneur général en architecture de 2016, du Prix d’excellence aux prix de design urbain de Halifax de 2018 et du Prix d’excellence en design architectural des maritimes en 2018. 
Les résidents d’Halifax ont été consultés tout au long de la conception pour faire en sorte que cette bibliothèque soit un espace communautaire qui réponde aux besoins de ceux qu’elle dessert. Puisqu’un des aspects importants pour la communauté était qu'elle soit une construction écologique, le bâtiment a été conçu en prenant compte de l’efficacité énergétique, de l’utilisation efficace de l’eau, de la durabilité du site de développement, de la sélection responsable des matériaux de construction, de la qualité de l’environnement intérieur et de l’innovation dans le design. Quelques exemples sont le toit vert, les bornes de recharge pour véhicules électriques et la récupération d’eau de pluie pour les toilettes. La bibliothèque a reçu la certification or Leadership in Energy and Environmental Design (LEED) en 2016. 
La bibliothèque centrale d’Halifax a ouvert ses portes en décembre 2014 pour remplacer la Bibliothèque publique Spring Garden Road Memorial comme fleuron des bibliothèques publiques d’Halifax. L’ancienne bibliothèque ne mesurait que 38 000 pieds carrés et la collection qu’elle abritait était 50% moins grande. 
La bibliothèque possède cinq étages pour 14 000 m2. On y retrouve entre autres deux studios d’enregistrement insonorisés, 120 ordinateurs pour usage public, 14 salles d’études et deux cafés. La bibliothèque est complètement accessible aux fauteuils roulants grâce à plusieurs ascenseurs et des toilettes non genrées y sont disponibles. 
Au premier étage, un auditorium de 300 sièges, le Paul O’Reagan Hall, accueille à la fois des événements de la bibliothèque et de la communauté et sert de salle de lecture lorsqu’il n’y a pas d’événement. Le deuxième étage est destiné aux enfants et aux adolescents et offre des jeux vidéo et un studio multimédia. Au troisième étage, un Cercle des Premières Nations conçu en consultant le peuple Mi’kmaw célèbre leur culture et offre un lieu pour exprimer leur créativité à travers des événements, des performances et une exposition. Une collection de documents sur l’histoire locale se trouve au quatrième étage de la bibliothèque. On y retrouve également trois Livres du Souvenir qui contiennent les noms des Haligoniens et Haligoniennes ayant perdu la vie au service du Canada à partir de la première guerre mondiale. Le cinquième étage contient un café, une terrasse sur le toit et la « Halifax Living Room », une salle de lecture avec vue sur la ville,.